# Īstgāh-e Rāh Āhan-e Haft Tappeh
Īstgāh-e Rāh Āhan-e Haft Tappeh är en ort i Iran.   Den ligger i provinsen Khuzestan, i den västra delen av landet, 500 km sydväst om huvudstaden Teheran. Īstgāh-e Rāh Āhan-e Haft Tappeh ligger 81 meter över havet och antalet invånare är 190.
Terrängen runt Īstgāh-e Rāh Āhan-e Haft Tappeh är platt. Runt Īstgāh-e Rāh Āhan-e Haft Tappeh är det ganska tätbefolkat, med 144 invånare per kvadratkilometer. Närmaste större samhälle är Susa, 15,4 km nordväst om Īstgāh-e Rāh Āhan-e Haft Tappeh. Trakten runt Īstgāh-e Rāh Āhan-e Haft Tappeh består till största delen av jordbruksmark.